# 수탈적 아나키즘
수탈적 아나키즘(Expropriative anarchism)은 아르헨티나와 스페인 등지의 특정한 아나키스트 어피니티 그룹들이 벌이던 절도, 강도행위, 사기와 위조 화폐를 이용한 실천적 행위들을 묘사하기 위해 만들어진 명칭이다. 강도 행위는 “부르주아에 대한 수탈”이라고 불렸다. 이러한 일들은 1920년과 1935년 사이에 정점을 찍었고 이러한 행위를 실천한 유명한 아나키스트에는 부에나벤투라 두루티, en:세베리노 디 조반니, en:미구엘 아르칸헬 로시그나 그리고 en:루시오 우르투비아 같은 이들이 있었다. 이들은 프랑스의 일리걸리스트들과는 다르게 라이프 스타일로 범죄를 받아 들이지는 않았고, 혁명 활동을 위한 자금 조달, 프로파간다의 전파 그리고 아나키스트 죄수등을 탈출 시키는등 정치적인 목적을 달성하기 위해서 범죄 행위를 벌였다.

## 스페인
en:Los Solidarios(연대, Solidarity) 혹은 Crisol(Crucible)은 1922년 혹은 23년에 만들어진 스페인 아나키스들의 무장투쟁 그룹이였는데, 정부와 고용주가 노동조합에 벌이던 ‘더러운 전쟁’에 대응하기 위해 탄생했다. 이들은 사라고사에서 결성됐던 Los Justicieros(The Avenging Ones)를 계승하기 위해 탄생했다. 그룹은 아나코 생디칼리스트들에 의하여 움직였고, 이들은 어용노조인 en:Sindicatos Libres(Free Trade Union)의 멤버들을 공격하기 위해 총기를 구입하고 보관하기 위한 네트워크를 설립했다. 로스 솔리다리오스는 1932년 9월의 스페인 은행 강도 사건과 사라고사 추기경 Juan Soldevilla y Romero 암살 사건등에 책임이 있는 것으로 간주된다.
이후 en:프리모 데 리베라의 독재정권의 탄압을 피해 두루티와 프란시스코 아스카소 등을 비롯한 멤버들은 프랑스로 도망쳤고, 이후에 라틴 아메라카로 이동한 후에 여러 강도 행위로 기소 되었다. 그리고 유럽으로 돌아와 프랑스에 정착했고 알폰소 13세가 파리에 방문했을 때 암살을 시도한 혐의로 기소 되었기 때문에 은밀하게 살아가야 했다. 이후 프랑스에서 추방되어 벨기에에 정착하게 된다. 1931년 스페인 제2공화국의 출범과 함께 멤버들은 카탈로니아로 돌아갈 수 있었고 en:Federación Anarquista Ibérica(이베리안 아나키스트 연맹)에 들어가기로 결정하고, FAI 보다 더욱 급직적인 관점을 가진 Nosotros(우리들)이라는 그룹으로서 참여하게 된다. 스페인 내전이 발발하자 그룹은 해산되었지만 그들은 FAI 내부에서 계속해서 활동해 나가게 된다.

## 아르헨티나
아르헨티나에서 아나키스트의 정치적 목적을 위해 행해진 최초의 강도행위는 1919년 러시아인 Germán Boris Wladimirovich에 의하여 행해졌다. 목적은 러시아 혁명을 묘사한 팜플릿 제작을 위한 자금을 충당하기 위해서였다. 강도행위는 실패했고 Wladimirovich는 그의 협력자인 Andrés Babby와 함께 체포 되었다.

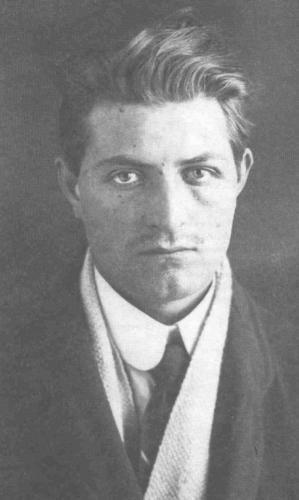
세베리노 디 조반니

미구엘 아르칸헬 로시그나(Miguel Arcángel Roscigna)와 안드레스 바스케스 파레데스(Andrés Vázquez Paredes)는 두루티와 로스 솔리다리오스가 아르헨티나에 있었을 당시의 협력자였고, 이후 사코와 반제티가 처형 당하자 항의의 표시로 미국에 대한 연쇄 폭탄 테러를 벌였다. 이 운동에서, 이탈리아의 악명 높은 수탈자 :en 세베리노 디 조반니가 동참한다. 로시그나, 바스케스 파레데스는 안토니오 모레티(Antonio Moretti), 비센테 모레티(Vicente Moretti) 같은 이들과 함께 1927년 10월에 부에노스 아이레스의 Rawson 병원에 강도 행위를 벌였고, 141.000 페소를 얻었다. 역사학자 오스왈도 바이어(Oswaldo Bayer)에 의하면 로시그나는 이 돈은 아르헨티나 통화의 위조를 통하여 얻어진 것이라고 한다.
모레티 형제와 두루티가 추천한 3명의 카탈로니아인은 몬테비데오의 Cambio Messina를 털기로 결정했는데, 3명의 죽음과 함께 4000페소를 얻게 되었다. 그들은 결국 체포 되었지만, 엄청난 탈옥을 감행하게 된다. 디 조반니는 Culmine and anarchist propaganda라는 매거진을 발행하기 시작했는데, 부분적으로 강도 행위로 자금이 조달 되었다. 아나코 생디칼리스트 출판물 La Protesta는 디 조반니와 그의 그룹을 비판하기 시작했는데 그를 스파이나 경찰의 요원이라고 비난하기까지 했다. 로시그나는 수탈을 계속했지만 이는 아나키스트 죄수들을 돕기 위한 목적이였다. 돈은 푼타 카레타스(Punta Carretas) 감옥의 아나키스트들을 해방시키기 위해 사용되었다. 수탈적 아나키스트들은 아나키스트 운동을 공격하는 경찰과 국가 요원들을 향한 보복을 행하기도 했다. 디 조반니는 체포되기 이전에 Anarchia를 발행하기도 했는데 이 또한 수탈을 통하여 자금이 조달 되었다. 그는 결국 Paulino Scarfó와 함께 처형 당하게 된다.

## 동부 유럽

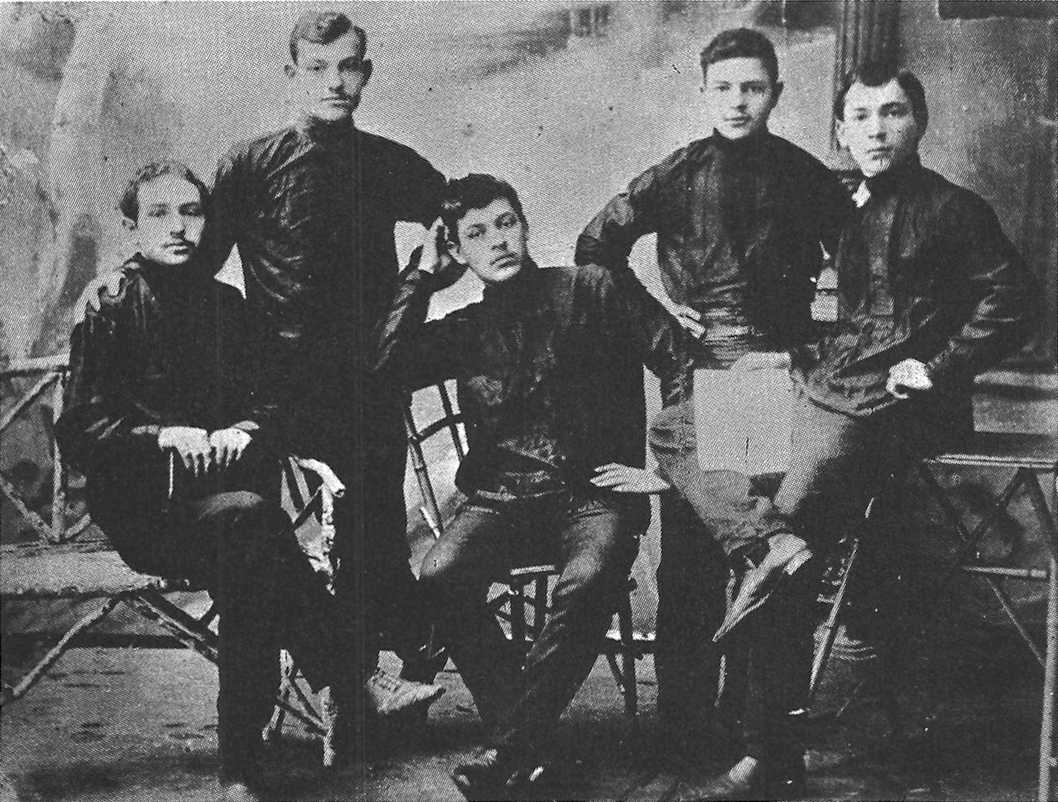
Chernoe Znamia

en:Rewolucyjni Mściciele(혁명적 복수자)와 en:Chernoe Znamia(블랙 배너)같은 그룹들이 20세기 초에 활동하기 시작했고, 그들의 활동 자금을 충당하기 위해 수탈을 벌였다.

## 더욱 최근의 사례들

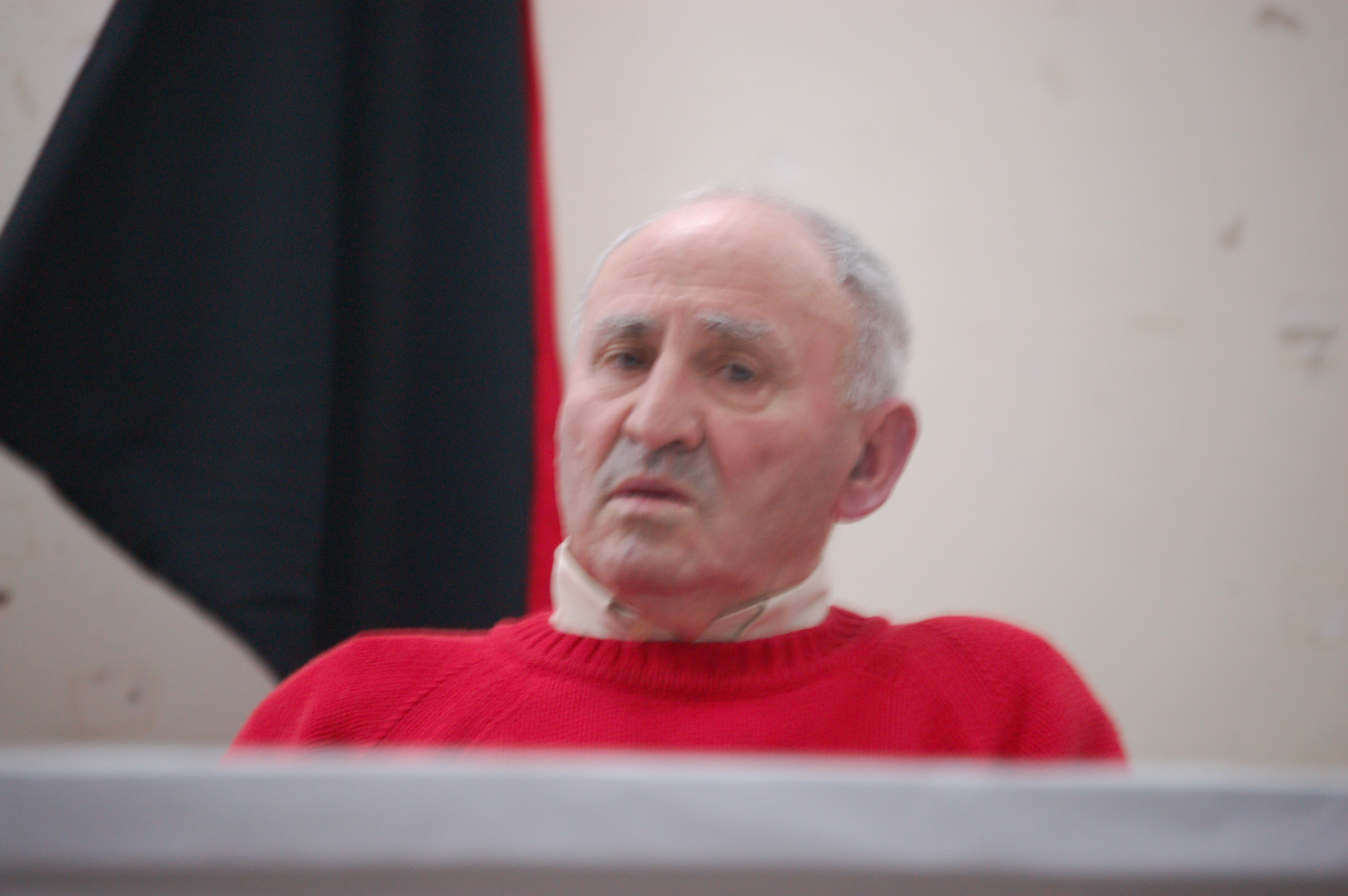
루시오 우르투비아

en:루시오 우르투비아 히메네스는 그의 수탈적 아나키즘의 실천으로 유명한 스페인 아나키스트이다. 루시오는 1960년대와 1970년대를 걸쳐 은행강도와 위조등을 행했는데, 때때로 로빈 후드에 비교 되기도 했다. en:알베르트 보야데아는 다음과 같이 언급한 적이 있다. “루시오는 풍차와 싸우지는 않았지만, 진정한 거인과 싸웠던 돈키호테였다.”

## 참조
1. ↑  El anarquismo expropiador El uso de la violencia en beneficio de la Idea by Federico Millenaar{{ 보관됨 2009-09-22 - 웨이백 머신
2. ↑  Anarquismo expropiador en río de la Plata Published by Barricada,from Montevideo
3. 1 2  Osvaldo Bayer, Los anarquistas expropiadores y otros ensayos. Booklet, Buenos Aires, 2008, p. 65.
4. ↑  "Se puede ver desde los testimonios de la época que, el accionar de los anarquistas y siguiendo la lógica de sus protagonistas, que la expropiación tenía claramente fines políticos. Existen testimonios de expropiadores y allegados a estos en donde se deja en claro que las condiciones de vida de estos no modificaron luego de las expropiaciones. No se enriquecieron en pocas palabras. Tampoco fue el caso de los grupos que posteriormente, y en otra coyuntura, se abocaron a esta tarea." Anarquismo expropiador en río de la Plata Published by Barricada,from Montevideo
5. ↑  “Anarquismo en la Argentina Di Giovanni, el expropiador by Federico Millenaar”. 2009년 11월 18일에 원본 문서에서 보존된 문서. 2009년 11월 18일에 확인함.
6. ↑  Osvaldo Bayer, Los anarquistas expropiadores y otros ensayos. Booklet, Buenos Aires, 2008, p. 69.
7. ↑  Sekura, Adrian (2010). 《Rewolucyjni Mściciele śmierć z browningiem w ręku》. Poznań: Bractwo Trojka. ISBN 978-83-926662-6-4.
8. ↑  Hoffert, Barbara (2001년 8월 1일). “Lucio: The Irreducible Anarchist. (Review)”. 《Library Journal》. Billed as a modern-day Robin Hood--or, more appropriately, the ultimate Quixote--Lucio Urtubia was born in Cascante, Spain

## 참고 문헌
- Bayer, Osvaldo. Severino Di Giovanni, el idealista de la violencia. Booket, Buenos Aires, mayo de 2006. ISBN 987-580-092-9
- Bayer Osvaldo, Los anarquistas expropiadores y otros ensayos. Booket, Buenos Aires, 2008.
- Bayer, Osvaldo. Severino Di Giovanni, el idealista de la violencia. Buenos Aires: Galerna, 1970.
- Noble, Cristina. Severino Di Giovanni, Pasión Anarquista. Buenos Aires: Ed. Capital Intellectual, 2006.